# Gabriel de Luetz
Gabriel de Luetz, Baron et Señor de Aramon y de Vallabregues (muerto en 1553), a menudo abreviado también como Gabriel d'Aramon, fue el embajador de Francia en el Imperio Otomano desde 1546 hasta 1553, primero al servicio de Francisco I, quien despachó lo que el Imperio Otomano, y luego del rey francés Enrique II. 
Gabriel de Luetz fue acompañado por un gran conjunto de científicos, como Jean de Monluc, el filósofo Guillaume Postel, el botánico Pierre Belon, el naturalista Pierre Gilles d'Albi, el futuro cosmógrafo André Thévet, y viajero Nicolas de Nicolay, que publicaría sus descubrimientos a su regreso a Francia y contribuirá en gran medida a los principios del desarrollo de la ciencia en Francia.

## Guerra Otomano-Safávida (1532–55)
En 1547, acompañó a Soliman I "el Magnífico" en su conquista de Persia en la Guerra Otomano-Safávida de 1532-1555, con dos de sus secretarios, Jacques Gassut y Jean Chesneau, y es recordado por haber asesorado al Sultán sobre algunos aspectos de la campaña. Chesneau escribió «Le Voyage de Monsieur d'Aramon dans le Levant», un interesante relato de los viajes de Gabriel de Luetz.

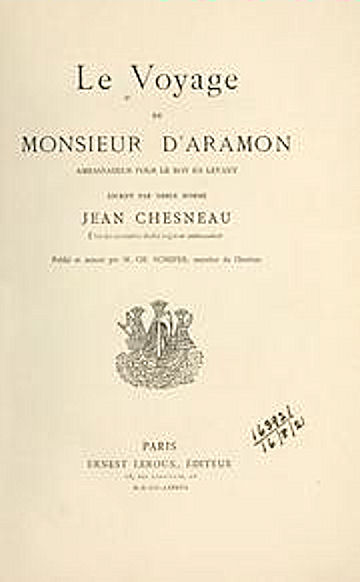
«Le Voyage de Monsieur d'Aramon dans le Levant» por Jean Chesneau.

## Sitio de Trípoli
En 1551, Gabriel de Luetz se unió a la flota otomana para asistir al asedio de Trípoli, con dos galeras y un galeón.

## Razia de Calabria
Gabriel de Luetz también es conocido por haber convencido a Soliman I para enviar una flota contra Carlos I, para una acción combinada franco-otomana en 1552. En julio de 1552, la flota coaligada arribó en Reggio de Calabria, arrasando 30 millas de costa, con Gabriel de Luetz a bordo, que reportó la mencionada devastación en un despacho el 22 de julio al rey de Francia: 

[ Los turcos ] Quemaron todos los castillos y aldeas en su descenso, durante doce o quince millas a lo largo de la costa, y, sin hacer ninguna parada, el dicho capitán de la flota [ Turgut Reis ], siguiendo la costa, destinado a difundir las llamas de un extremo de la costa a la otra.
— Gabriel de Luetz al rey de Francia.

## Fin de su vida
Gabriel de Luetz fue sucedido en el puesto de embajador tras su muerte por Michel de Codignac ante la Sublime Puerta, quien fue sucedido a su vez por Jean Cavenac de la Vigne.

## Representación artística
Gabriel de Luetz (como M. d'Aramon, Baron de Luetz) tiene un peuqeño pero significante rol en el libro «Peón de Incienso», parte de la serie de ficción histórica de «Crónicas de Lymond», obra de Dorothy Dunnett, que se centra en parte de Constantinopla y Pera en 1553.